# 左兵衛新田
左兵衛新田（さひょうえいしんでん）は、かつて岐阜県稲葉郡にあった村である。
現在の岐阜市長森本町、琴塚などに該当する。
当村発足時は厚見郡の村であったが、郡の合併で稲葉郡の村となった。

## 歴史
- 1889年（明治22年）7月1日 - 町村制により左兵衛新田が発足。
- 1897年（明治30年）4月1日[2] - 方県郡の一部、厚見郡、各務郡が合併し、稲葉郡となる。当村は稲葉郡となる。
- 1897年（明治30年）4月1日 - 岩戸村、北一色村、野一色村、岩地村、水海道村、前一色村と合併し、北長森村が発足。同日左兵衛新田は廃止。